# Юсифкызы, Амина
Амина Юсифкызы (азерб. Əminə Yusifqızı (Юсифгардаш кызы); род. 24 сентября 1936, Баку) — актриса, Народная артистка Азербайджанской Республики (1998).

## Жизнь и деятельность
Амина Юсифкызы родилась 9 декабря 1936 года в Баку. Её запомнили многочисленные интересные выступления в ТЮЗе, когда она еще училась в школе. Работала в Драматическом театре (1964—1974), а с 1974 года на киностудии «Азербайджанфильм». Работала в студии театр-киноактёра при студии «Азербайджанфильм». Также имеются опыты работы в области дубляжа и озвучивания. Она известна как мастер художественного чтения.
Окончила Азербайджанский Государственный Педагогический Университет (1961). Была актрисой Азербайджанского Государственного ТЮЗа (1958—1964), Азербайджанского Национального Драматического Театра (1964-74). Роли: Гулу («Анаджан», Ю.Азимзаде), Сабира («Последнее письмо», Р.Исмаилов), Хумай («Комсомольская поэма», И.Джошгун; по одноименной поэме Самеда Вургуна), Улькар («Рана слов», Г. Расулов), Алиман («Мать-поле», Чингиз Айтматов), Эссе («Ученик дьявола», Бернард Шоу) и др. С 1974 года работает на киностудии «Азербайджанфильм». «Хлеб общий», «Почему молчишь?», «Дети нашей улицы», «Учитель музыки» и т. д. снимается в фильмах и телешоу.

## Награды
- Заслуженный артист Азербайджанской ССР — 1 декабря 1982 года[3]
- Народная артистка Азербайджанской Республики — 24 мая 1998 года[4]
- Персональная пенсия Президента Азербайджанской Республики — 5 июля 2003 года[5]
- Премия Джафара Джаббарлы — 2010[6]
- Орден «Слава» — 14 сентября 2016 года[7].

## Фильмография
1. День рождения (фильм, 1977) (художественный фильм) озвучивает: Рена (Шукуфа Юсифова)
2. Яблоко как яблоко (фильм, 1975) (художественный фильм) — озвучивает: Медина (Сафура Ибрагимова)
3. Личный визит в немецкую клинику (фильм, 1988) (художественный фильм) — озвучивает: Татьяна (Лилия Макарова)
4. Аршин Мал Алан (фильм, 1965)
5. АТУ или па АТУ ннан (фильм, 1971)
6. В Баку дуют ветры (фильм, 1974)
7. Прилетала сова (фильм, 1978)
8. Счастливчик (фильм, 1984)
9. Украли жениха (фильм, 1985)
10. Дачный домик для одной семьи (фильм, 1978)
11. В этом южном городе (фильм, 1969)
12. Послезавтра, в полночь (фильм, 1981)
13. Парни нашей улицы (фильм, 1973)
14. Почему облако плачет? (фильм, 1973)
15. Вихрь (фильм, 1986)
16. Гравитация (фильм, 1964) (фильм, киноальманах)
17. Круг (фильм, 1989)
18. Свет погасших костров (фильм, 1975)
19. Главное интервью (фильм, 1971)
20. Измученные дороги (фильм, 1982)
21. Бунт невесток (фильм, 1985) (дубляж)
22. Мужчина для молодой женщины (фильм, 1988)
23. Старая черешня (фильм, 1972)
24. Хасан Аблуж (фильм, 1999)
25. Жизнь испытывает нас (фильм, 1972)
26. Гейдар Алиев. Феномен двух веков (фильм, 2002)
27. Пляж памяти (фильм, 1972)
28. Специальное издание (фильм, 1983)
29. Человек бросает якорь (фильм, 1967)
30. Допрос (фильм, 1979)
31. Китаби Дада Горгуд. Сага о Сакрае (фильм, 1990)
32. Именем закона (фильм, 1968)
33. Чернушка (фильм, 1966) (фильм, киноальманах)
34. Мститель из Гянджабасара (фильм, 1974)
35. Свекровь (фильм, 1978)
36. День убийств (фильм, 1990)
37. Голос из отсутствия (фильм, 2002)
38. Золотая пропасть (фильм, 1980)
39. Фламинго, розовая птица (фильм, 1972)
40. Красавицей я не была (фильм, 1968)
41. Я придумываю песню (фильм, 1979)
42. Мой дорогой отец (1970)
43. Есть и такой остров (фильм, 1963)
44. Учитель музыки (фильм, 1983)
45. Низами (фильм, 1982)
46. Ищите девушку (фильм, 1970)
47. Оазис в огне (фильм, 1978)
48. Можно ли его простить? (фильм, 1959)
49. Его бедовая любовь (фильм, 1980)
50. Другая жизнь (фильм, 1987)
51. Парк (фильм, 1983)
52. Прима (фильм, 1994)
53. Цветной сон (фильм, 1982)
54. Почему ты молчишь (фильм, 1966)
55. Возвращение скрипки (фильм, 1972)
56. Детская зубная боль (фильм, 1987)
57. Девушка-свидетель (фильм, 1990)
58. Хлеб поровну (фильм, 1969)
59. Телефонистка (фильм, 1962)
60. Тахмина(фильм, 1993)
61. Провокация (фильм, 1990)
62. Полет одинокого журавля (фильм, 2003)
63. Сказка об одиноком гранате (фильм, 1984)
64. Земля. Море. Огонь. Небо (фильм, 1967)
65. Звук свирели (фильм, 1975)
66. Улдуз (фильм, 1964)
67. Последняя ночь детства (фильм, 1968)
68. Надежда (фильм, 1995)
69. Сердце… сердце… (фильм, 1976)
70. Аккорды долгой жизни (фильм, 1981)
71. Счастья вам, девочки! (фильм, 1972)
72. Жизнь хорошая штука, брат! (фильм, 1966)
73. Осенние листья летнего дня (фильм, 1986)

## Источник
- Министерство Культуры Азербайджанской Республики. Киностудия «Азербайджанфильм» имени Дж. Джаббарлы. Айдын Казимзаде. Наш «Азербайджанфильм». 1923—2003 годы. Баку: Переводчик, 2004.- с. 53.